# Ankylopteryx tesselata
Ankylopteryx tesselata är en insektsart som beskrevs av James George Needham 1909. Ankylopteryx tesselata ingår i släktet Ankylopteryx och familjen guldögonsländor. Inga underarter finns listade i Catalogue of Life.